# Hollywood (contea di Luzerne)
Hollywood è stata una piccola località mineraria degli Stati Uniti d'America nella contea di Luzerne della Pennsylvania. Ebbe vita breve poiché fu presto incorporata entro i confini della città di Hazleton. Nel 1880, prima che ricevesse il nome di Hollywood, era pressoché disabitata.